# Деркач, Виталий Павлович
Виталий Павлович Деркач (укр. Віталій Павлович Деркач; 13 апреля 1923, с. Мановка (Полтавская область), УССР — 18 августа 2012, Киев, Украина) — советский кибернетик. Доктор технических наук (1970), профессор (1972), лауреат Государственной премии СССР (1977).

## Биография
Участник Великой Отечественной войны. Член КПСС с 1944 года.
Учился в Одесском электротехническом институте связи.
Заочно окончил радиотехнический факультет КПИ (1955).
Первый аспирант В. М. Глушкова.
С 1956 года работал в Институте кибернетики АН УССР: заведующий отделом, заместитель директора по научной работе.

## Награды и звания
Лауреат Государственной премии СССР (1977; совместно с В. М. Глушковым и Ю. В. Капитоновой) за цикл работ по теории дискретных преобразователей и методам автоматизации проектирования ЭВМ, нашедшим применение в действующих системах.
Заслуженный деятель науки Украинской ССР (1975).

## Основные работы
Труды по вычислительной технике и электротехнике.
- «Электролюминесцентные устройства» (соавт. В. М. Корсунский, Киев, 1968)
- Деркач В. П., Кияшко Г. Ф., Кухарчук М. С., Электронозондовые устройства, К., 1974.